# David Pašek
David Pašek (Brno, 27 ottobre 1989) è un calciatore ceco, centrocampista o attaccante dell'Eggenburg.

## Caratteristiche tecniche
Esterno destro, può giocare anche come esterno sinistro o seconda punta.